# 웨스트버지니아주의 기

웨스트버지니아 주의 기

웨스트버지니아의 기는 웨스트버지니아주의 깃발이다. 파란 테두리가 쳐진 하얀 바탕에 웨스트버지니아 주의 문장이 새겨진 형태의 기이다.

## 과거의 기

1905~1907년
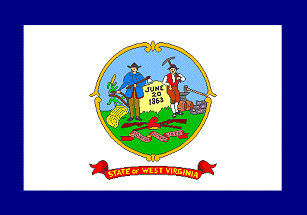
1907~1929년